# Wilhelm Croneborg (politiker)
Johan Ulrik Wilhelm Croneborg, född 8 mars 1826 i Wien, död 24 maj 1909 i Skövde, var en svensk brukspatron, hovman och riksdagsman.
Croneborg blev student vid Uppsala universitet 1843, men avlade ingen examen. Han blev underlöjtnant vid Livregementets husarkår 1847, men fick avsked från regementet 1855. Croneborg var disponent för Östanås bruk 1851–1892. Han blev kammarherre 1864. Croneborg var ledamot av riksdagens första kammare 1866–1884. Han var gift med friherrinnan Henrietta Fredrika Dorotte Amalia Maria von Berg och far till militären Wilhelm Croneborg.